# Tubeway Army
Tubeway Army var ett brittiskt punkrock och new wave band bildat 1976 av Gary Numan (sång, gitarr, synthesizer), Paul Gardiner (basgitarr) och Numans släkting Jess Lidyard (trummor). Efter att ha givit ut två singlar och ett självbetitlat album i punkstil under 1978 fick de sitt genombrott året därpå med singeln "Are 'Friends' Electric?". Det var den första synthesizer-baserade låten av en brittisk grupp som blev kommersiellt framgångsrik vilket banade vägen för hela synthpop-genren. Även albumet Replicas blev mycket framgångsrikt och under sommaren 1979 toppade gruppen både singel- och albumlistan i England. Därefter övergick Numan till att med fortsatta framgångar ge ut skivor i eget namn.

## Medlemmar
- Gary Numan (aka "Valerian") – gitarr, sång, keyboard (1976–1979)
- Paul Gardiner (aka "Scarlett") – basgitarr, bakgrundssång (1976–1979; död 1984)
- Jess Lidyard (aka "Rael") – trummor (1976–1977, 1978–1979)
- Bob Simmonds – trummor (1977–1978)
- Barry Benn – trummor (1978)
- Sean Burke – gitarr (1978)
- Billy Currie – keyboards (1979)
- Trevor Grant – gitarr (1979)
- Chris Payne – keyboard (1979)
- Cedric Sharpley – trummor (1979; död 2012)

## Diskografi
Studioalbum
- Tubeway Army (1978)
- Replicas (1979)

Samlingsalbum
- The Plan (demoinspelningar från 1978) (1984)

Singlar
- "That's Too Bad" (1978)
- "Bombers" (1978)
- "Down in the Park" (1979)
- "Are 'Friends' Electric?" (1979)